# Salvador Gurri i Corominas
Salvador Gurri i Corominas   (Tona, 1749 - Barcelona, 31 d'octubre de 1819) fou un escultor català. Va formar part del professorat de l'Escola de la Llotja de Barcelona, on va tenir entre els seus deixebles Damià Campeny i Celdoni Guixà. El 1777 és nomenat acadèmic de mèrit de la Reial Acadèmia de Belles Arts de San Fernando a Madrid. Va treballar per a la seu nova de Lleida i per a diferents esglésies de Barcelona, realitzà retaules per a l'església de Sant Antoni a Vilanova i la Geltrú (1770), el de la basílica de Santa Maria de Mataró (1778-1804) i la Mare de Déu de l'Esperança de Santa Maria del Mar de Barcelona (1771-1782).

## Biografia i Formació

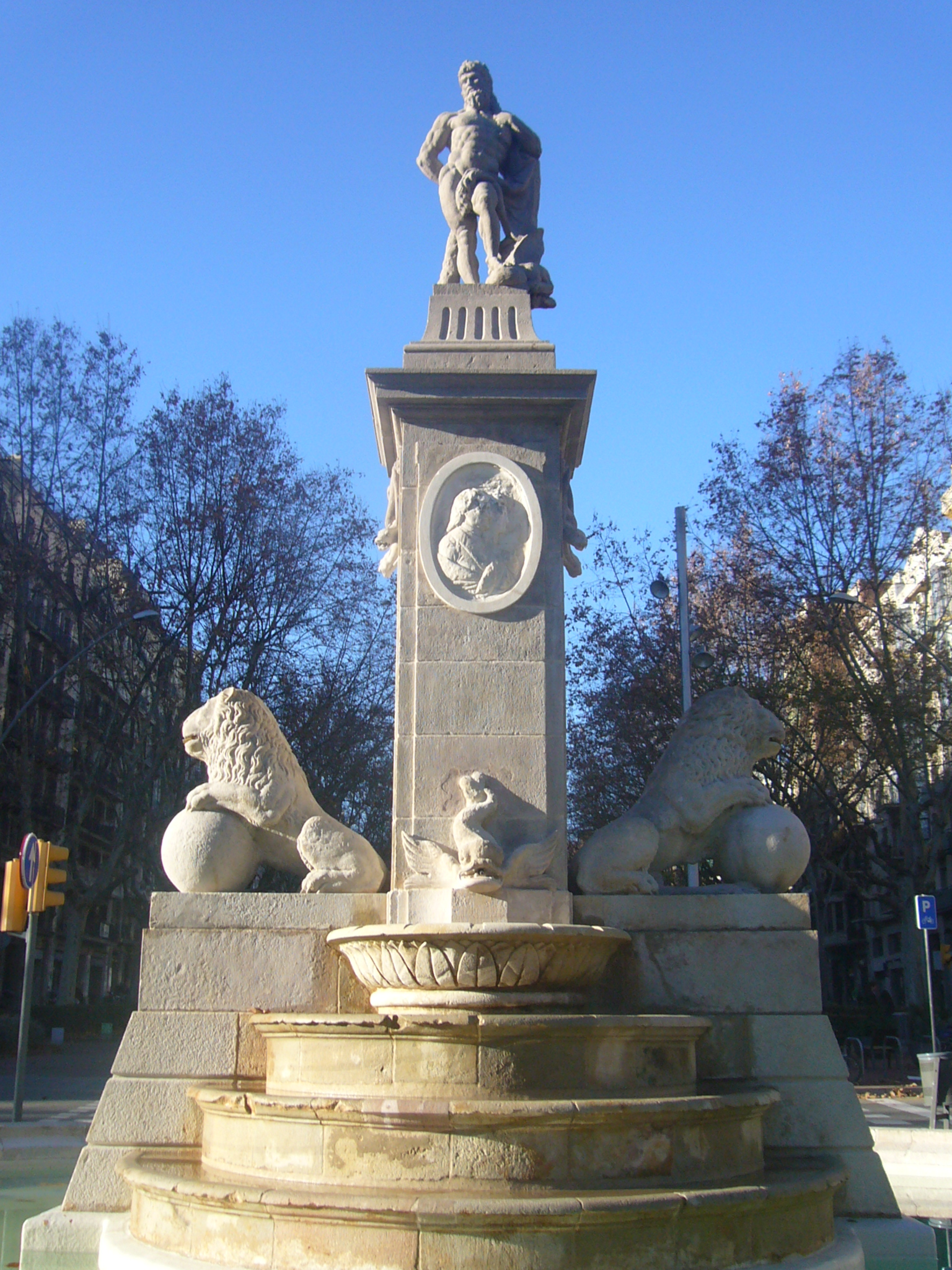
Font d'Hèrcules

Era Fill de Jacint Gurri i Costa i de Francisca Corominas i Banyeras.
A la mort de Jacint Gurri i Costa, la seva mare i ell van fer un canvi de residència amb raó del nou matrimoni de Francisca Corominas i Banyeras; algunes fonts es refereixen a un desplaçament cap a la ciutat de Barcelona, però recentment s'ha pogut confirmar que el lloc en concret seria Roda de Ter, dins del mateix bisbat de Vic.	
La seva estada a Roda de Ter va ser de dos anys, ja que hauria signat un contracte d'aprenentatge amb els seus tutors i oncles, Vicenç Gurri i Salvador Corominas, per aprendre l'art de l'escultura amb Antoni Real i Vernis (un contracte que tindria una durada de set anys).	
Pel que fa al seu mestre, Antoni Real i Vernis, fill de l'escultor Josep Real i Homs, tenia el seu propi taller. Durant aquests anys d'aprenentatge entre 1760 i 1767, amb Antoni Real, aquest hauria treballat el Retaule major de l'església parroquial de Sant Pere d'Alp (Cerdanya) i també al retaule del Sant Crist a Sant Pere de Sora (Osona).
Aquest aprenentatge s'hauria dut a terme, ja que no s'han trobat documents de cancel·lació de la seva formació ni tampoc cap àpoca (document públic o privat en què el creditor declara haver rebut del deutor la quantitat deguda)

Quant a la seva formació inicial en la tradició barroca, aquesta, va ser de la mà d’Antoni Real i Vernis qui provenia d'una família d'escultors vigatans actius durant part del Set-cents. Serà amb Agustí Mas (1708-1769) amb qui determinà la seva trajectòria posterior com a escultor. 

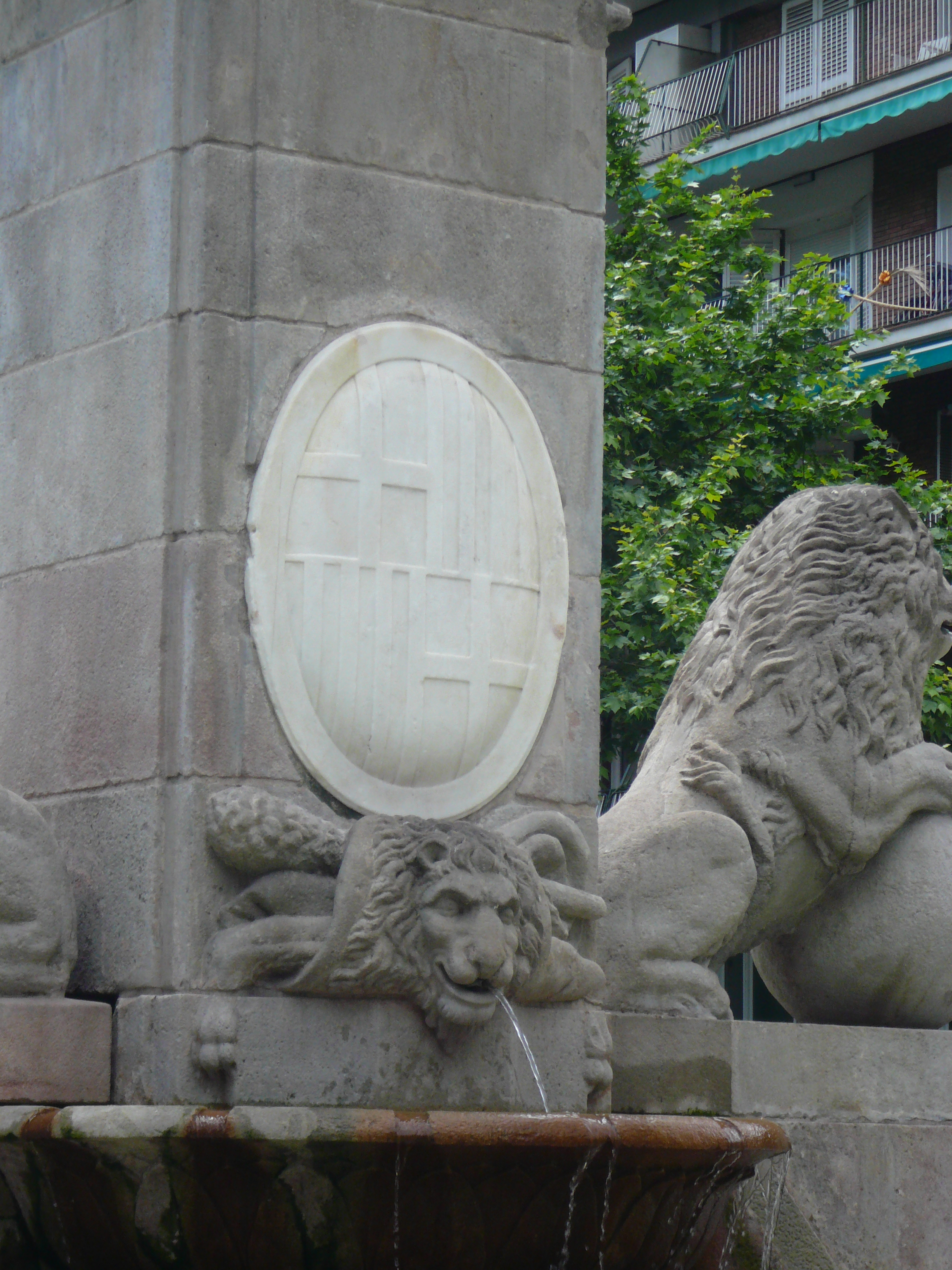
Detall de la Font d'Hèrcules

En el marc d’un important taller, Gurri va iniciar-se en fórmules estètiques de tall més clàssic, herència de dues de les figures més destacades de l’art de l'escultura d’època barroca a Catalunya, Pere Costa i Josep Sunyer i Raurell, dels quals Agustí Mas havia estat un deixeble avantatjat .
És així com la seva proposta artística s’adaptà als gustos de la clientela d’Agustí Mas, amb qui, un cop casat amb la seva filla, va compartir la direcció del taller.
A la mort de Mas, l’any 1769, Gurri va iniciar una emancipació professional, ja com a mestre escultor de Barcelona,
És anecdòtic el fet que alguns autors, el citin com un home d'un gran caràcter, amb certa ambició i esperit comercial.
Segurament, Gurri, consideraria molt benefactors els privilegis del reconeixement com a acadèmic. Ja que va sol·licitar el títol l’any 1777, mogut possiblement, per la voluntat d’ascensió social i l’obtenció de comissions de gran projecció.
Amb la distinció acadèmica, Salvador Gurri va esdevenir l'escultor de major graduació resident a Barcelona fins al nomenament de Josep Folch i Costa, (1797). El fet de ser l’únic escultor acadèmic de mèrit a la ciutat durant el darrer quart del segle xviii va esdevenir determinant en la seva trajectòria professional.
És rellevant anomenar Joan Guisart, amb qui Salvador Gurri guarda notables paral·lelismes.
Quant a les normatives acadèmiques, en primer lloc, cal citar que es trobaven molt lluny de la realitat dels nuclis artístics no cortesans, com era el cas de Catalunya, i l'estil acadèmic era totalment desconegut per part de les institucions del país, que, per tradició, eren més partidàries del sistema corporatiu, donats els avantatges fiscals que els proporcionava. En segon lloc, és important considerar la ignorància davant de les prerrogatives dels títols acadèmics.

## Com a mestre de l'escola de la Llotja de Barcelona i el gremi de Tallistes
La formació impartida per Salvador Gurri, com a primer mestre d’escultura del centre, havia de garantir que, un cop finalitzessin els estudis, els alumnes poguessin assumir els encàrrecs de la ciutat i rodalia en perjudici dels tallistes.
La realitat, però, resultà ben diferent. El gremi de tallistes lluità per assolir el monopoli que la confraria d’escultors havia exercit  en matèria d’ensenyament i de control d’accés a l’ofici. Alguns mestres no contemplaven amb bons ulls que els seus fadrins combinessin les pràctiques al taller amb l’assistència a les classes de dibuix de l’Escola. Segons denunciava Pere-Pasqual Moles, director de l’Escola Gratuïta de Dibuix, els tallistes havien arribat a l'extrem de no donar feina als alumnes de l’Escola si, abans, aquests no renunciaven a l'estudi i complien els quatre anys d’aprenentatge que contemplaven les antigues ordinacions.
La inèrcia de part de la clientela va ser un altre factor que va beneficiar als membres del gremi de tallistes, ja que malgrat el profund desgast que les corporacions d’oficis presentaven a les acaballes del segle xviii, encara eren respectades per raó del seu tradicional paper com agents de cohesió social. Un altre punt d'inflexió que va alterar la pràctica professional dels alumnes de l’Escola Gratuïta de Dibuix fou l'evolució del mercat artístic. A mitjan dècada dels vuitanta hi havia símptomes d’afebliment en les comandes d’art devot, de manera que el ritme constructiu de retaules i altres ornaments litúrgics havia minvat.
Paral·lelament, la burgesia comercial en alça promovia un canvi de gust estètic.
El nou grup de poder va posar l’accent en la decoració dels interiors de les seves residències privades, que esdevingueren centre d’exhibició de l'estatus socioeconòmic.

## Comissió de la Junta de Comerç de Barcelona a Salvador Gurri
Salvador Gurri va rebre força encàrrecs de la Junta de Comerç de Barcelona, algunes obres tan rellevants com el Model per al retrat eqüestre del rei Carles III, el qual, finalment, no va ser realitzat.
Moltes de les comandes de la Junta estaven destinades a la decoració de l'edifici de la Llotja. Va ser allà on Gurri va realitzar algunes de les seves obres més destacades, com les dues matrones de l'escala noble que representen la Indústria i l’Agricultura, obrades el 1802. Tot i així, malgrat la importància de l'edifici i la bellesa d’algunes de les escultures que hi treballà, bona part
d’elles no són considerades com a obres seves.
La primera actuació documentada de l'escultor al palau va ser amb motiu del treball escultòric de les sis sobrellindes que coronen els balcons de l'escala noble. Segons consta al volum on es registraren les obres fetes a Llotja entre el 1771 i el 1808, (Libro donde se notan todas las obras hechas en la casa Lonja, por direccion de la Real Junta de Comercio), s'indica que el 6 de juny de 1780 Salvador Gurri va cobrar 588 lliures  por el coste de seis piezas de piedra trabajadas en las partes interiores de las claves de los seis balcones de la escalera de la casa Lonja, representando la Agricultura, el Comercio Maritimo, la Industria, la Ciencia, y dos escudos de Armas.
Les mencionades sobrellindes s'han conservat fins a l'actualitat al mateix lloc per al qual van ser realitzades. Es tracta dels tres relleus situats sobre les balconeres del davant de l’arrencada de l'escala i dels altres tres dels balcons del davant que s’obren al passadís que dona accés a les estances del primer pis.
Les balconeres van ser coronades amb els atributs propis de l’Agricultura, el Comerç Marítim, la Indústria i la Ciència, a més de dos escuts d’armes. Aquesta va ser la primera vegada que Gurri va poder abandonar el tema religiós que havia treballat fins aleshores, per dirigir-se cap a una iconografia simbòlica i al·legòrica, que, de fet, era l'estil modern de la institució que li encarregà els relleus. Salvador Gurri ho resol amb un llenguatge serè i acadèmic, defugint el dinamisme i les corbes pròpies del barroc.
Així, les quatre sobrellindes al·legòriques tenen la mateixa composició, constituïda per un medalló central, on es representaren els emblemes més significatius, envoltat per diversos objectes distribuïts descendentment construint un esquema triangular.
Des dels peus de l'escala, el relleu de la Ciència reposa al balcó de l'esquerra. Al medalló central Gurri va esculpir una esfera alada sobre un llibre i coronada per un triangle, a més d’un mirall i del caduceu de Mercuri, el qual és un emblema del comerç i també símbol de la pau i de la saviesa.
L’altre grup de sobrellindes també està centrat per l'escut de la Junta de Comerç i és molt semblant a l’anterior. A la zona nord es troba el medalló del Comerç Marítim i l’Agricultura és a l’altre costat. El primer conté a l'interior atributs marítims com un far, un fragment d’àncora i el que semblen les tres puntes d'una forca, que podrien fer referència al trident de Neptú.
Vuit anys més tard, Salvador Gurri va tornar a treballar per a la Junta a la Llotja. En aquesta ocasió, però, les seves obres van ser més en qualitat de tallista que no com a escultor.
El 3 de juliol de 1788 Salvador Gurri va enviar un recurs a la Junta de Comerç demanant cobrar més diners dels ja acordats pel muntatge de dotze figures de guix per a l’Escola de Llotja, des de la Junta es van realitzar diverses consultes per decidir la quantitat que s'havia de pagar a l'escultor. El director de l’Escola, Pasqual Pere Moles, va redactar un escrit on aconsellava seguir el que s'hauria convingut inicialment, sumant-hi, però, una gratificació, tenint en compte les diverses obres que Gurri havia fet per a la Junta i que encara no havia cobrat, com el ja mencionat: model per una escultura eqüestre de Carles III.
Per una altra banda cal esmenar el retaule-vitrina que Salvador Gurri va treballar durant aquells mateixos anys, entre el 1787 i el 1788, al Saló del Reial Tribunal del Consolat de la Llotja. Alhora, al mateix museu hi ha cinc retrats més d'intendents que tenen els marcs semblants als dos anteriors, per bé que no són idèntics, ja que a la filigrana que els ornava s’hi afegiren estries i, a més, no van ser artísticament treballats com l'anterior. Aquests altres marcs són els dels quadres de Marià Illa, que figura l’intendent Juan Miguel de Indart (c.1789), de Joan Jubany, que retrata Blas de Aranza (c.1808), de Francesc Rodríguez, Francisco de Oteiza (1816), també de Francesc Rodríguez, José de Ansa (1816), i altre cop de Rodríguez, que representa Juan Bautista de Erro (c.1820). És rellevant destacar les obres que Salvador Gurri va fer a Llotja per a la sala del Reial Tribunal del Consolat. De fet, entre les moltes obres encomanades per la Junta de Comerç durant l’últim terç del segle xviii i el començament de la centúria següent per tal de restaurar i condicionar l'edifici, la documentació sobre les actuacions per a la nova sala del Reial Tribunal del Consolat és molt abundant. El primer encàrrec que Salvador Gurri va fer per a aquesta sala fou la decoració escultòrica del cancell, que ja havia estat escalabornat pel fuster major de la Junta,
A les estances de Llotja de la Cambra de Comerç hi ha dues imatges d’un Crist crucificat,de petites dimensions, menys d’un metre. Tenint en compte que aquest últim retaule respon a les característiques descrites als Llibres d’Acords de la Junta tant pel que fa als materials com les mides i la policromia, es creu que es tracta del retablico que va realitzar Gurri, i que, per tant, s'hauria conservat. Aquesta mena de retaule-vitrina està ubicat just a sobre de la porta d’entrada de la sala i Salvador Gurri es va basar en elements arquitectònics del classicisme.
Aquest retaule està format per un basament decorat amb una motllura d’ornaments circulars al centre interrompuda pels caps de dos àngels i dos plafons laterals que pretenen simular els pedestals de les pilastres superiors, decorats amb una flor. El cos principal està articulat per una fornícula central i dues pilastres estriades amb capitells corintis als costats que sostenen l'entaulament i el frontó de l’àtic superior. Amb una policromia que imita el marbre i jaspi i daurats a les motllures. En canvi, el Crist, destaca pel seu llenguatge barroc.
Durant el 1797, va tornar a fer un relleu en pedra per a la Junta, en aquest cas, es tracta de l'escut de la Verge per a sobre la porta d’accés a la capella, on les seves formes van ser més classicistes que les del Crist mencionat.

## Obres per ordre cronològic

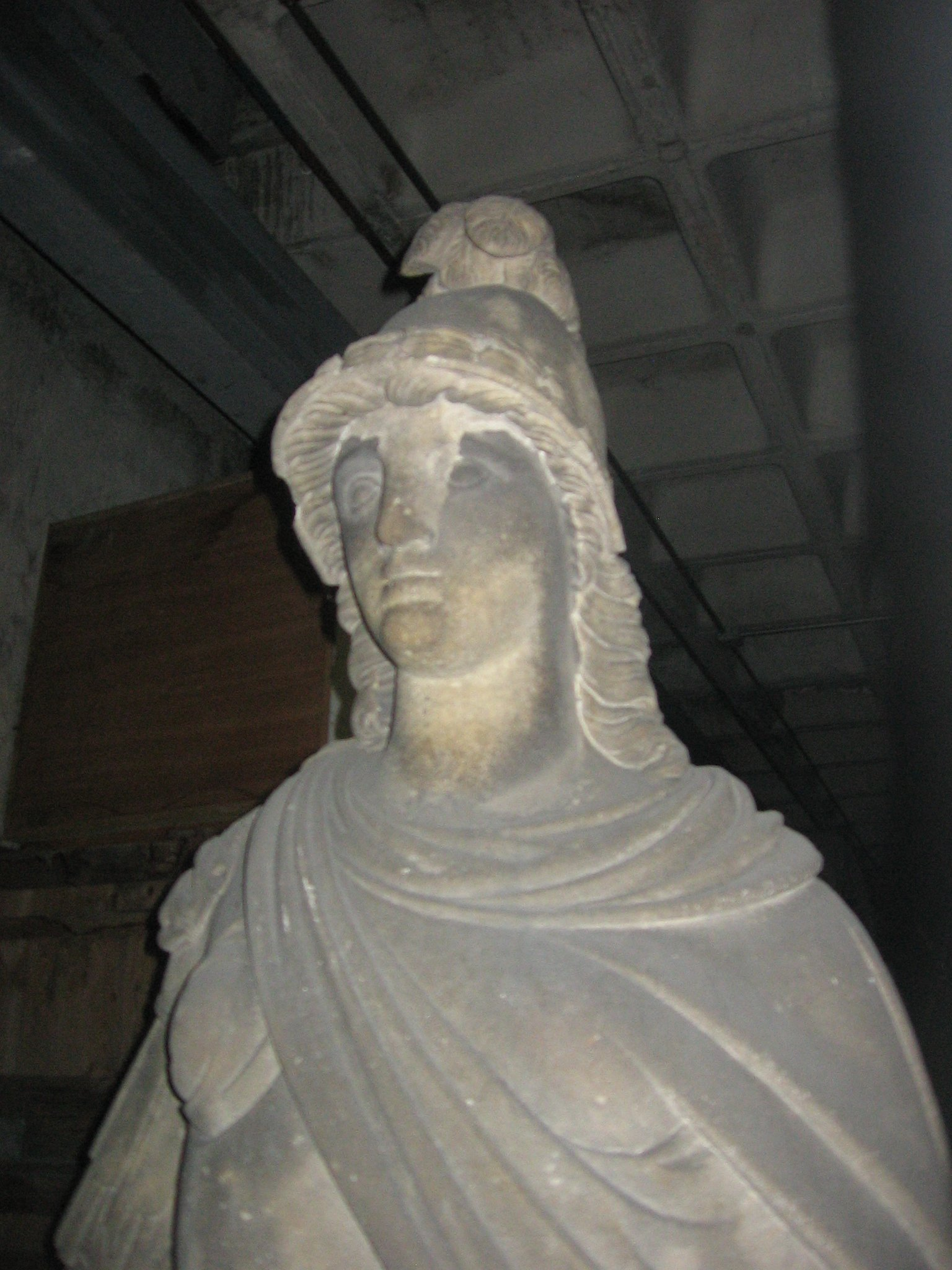
Font del Vell - Minerva de Salvador Gurri

1770; el situem treballant a l'església de Sant Antoni a Vilanova i la Geltrú.
1772; dos anys més tard el trobem a Santa Maria del Mar, on va fer, entre altres obres, La imatge de Maria Assumpta, (actualment hi ha una còpia de Josep Maria Camps Arnau), datava de l’any 1772 i formava part del grup escultòric que presidia l’altar major de la basílica de Santa Maria del Mar de Barcelona. La talla de Maria Assumpta, cisellada per l’artista tonenc, tenia lloc preferent a l’altar major de la catedral de la Ribera fins al desgavell de l’any 1936 en què va ser cremada.
1775; va treballar a la Mercè .
El 1777 ja tenia obrador propi a Barcelona i era professor d’escultura a l'escola de Llotja (fins al 1815).
És rellevant mencionar que amb un Enterrament de Samsó esdevingué acadèmic de mèrit de San Fernando de Madrid (1777).
El 1777 entrà com a ajudant de professor a l’Escola de Disseny de Barcelona i des de llavors va formar part de la seva plantilla docent fins a assolir el càrrec de director i mestre. Durant aquests anys, la Junta de Comerç de Barcelona havia iniciat la restauració de l'edifici que acollia l’Escola, la Llotja de Barcelona, i Gurri participà en aquelles reformes en diversos moments.
La primera va tenir lloc l’any 1780, amb raó del treball escultòric de les sis sobrellindes que coronen els balcons de l'escala noble. Set anys després va decorar el cancell de sala del Reial Tribunal del Consolat, on també va realitzar un petit retaule amb un Crist a la creu.
És cap al 1797, quan Salvador Gurri tornarà a treballar en la decoració de l'edifici, concretament en l'escut de la Verge sobre la porta de la capella. El 1802 hi va fer dues de les seves obres més destacades, les matrones de la Indústria i l’Agricultura de l'escala noble.	

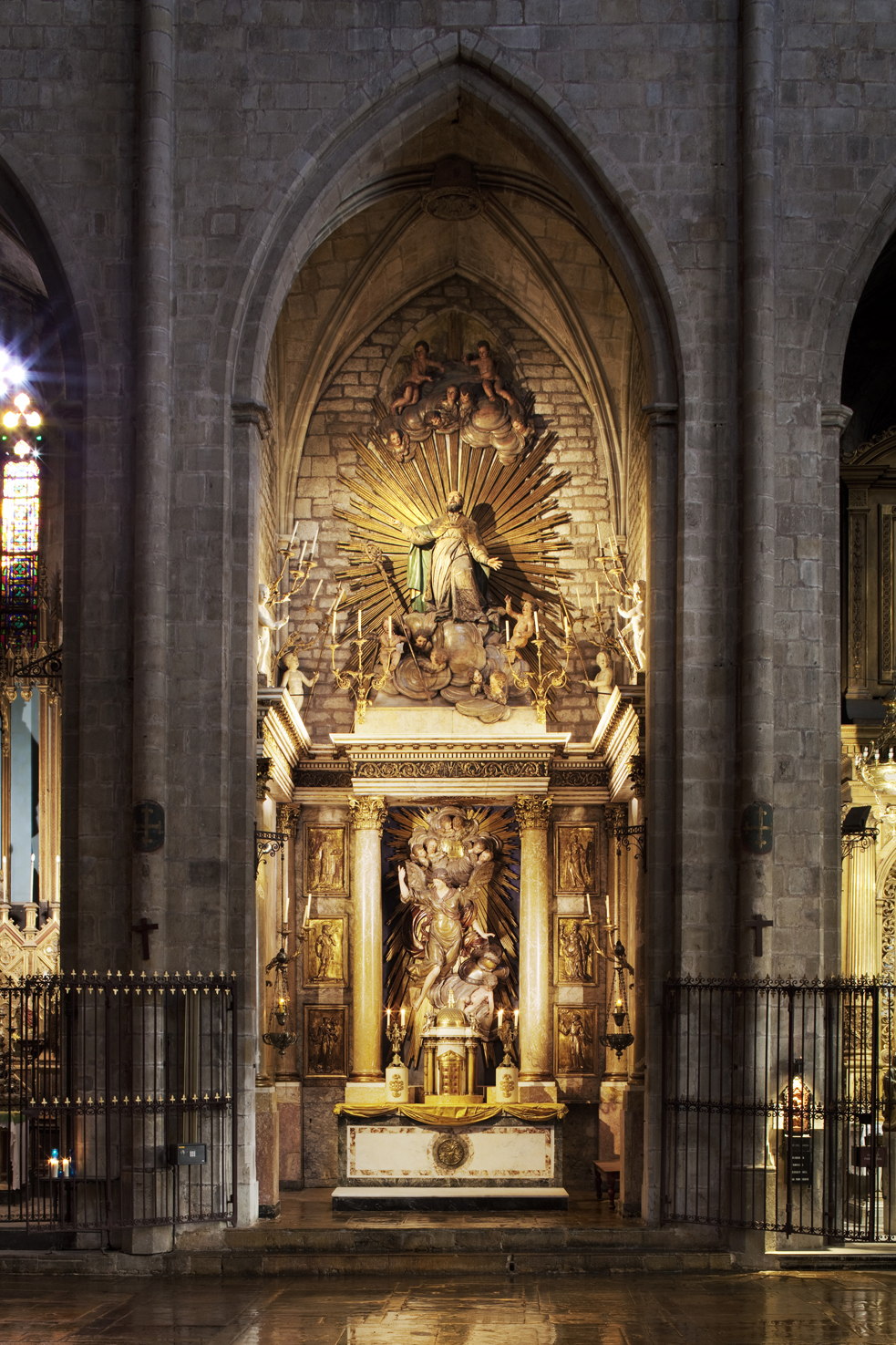
Capella dels Revenedors, Santa Maria del Pi. Capella i retaule de Sant Miquel, seu del Gremi de Tenders Revenedors. Obra de 1798-1800 de Salvador Gurri.

1779. El Retaule de Mataró (destruït el 1936); hi tingué per ajudant i deixeble el jove Damià Campeny. El retaule, atribuït fins ara a Salvador Gurri, va ésser realitzat per Carles Moretó, i que Salvador Gurri obrà solament les imatges i el sagrari o manifestador. Del retaule, destruït el 1938, en resten diversos plafons decoratius. Les imatges van ésser destruïdes el 1936; només en va restar la testa del Pare Etern que coronava el retaule. Tot es conserva al Museu Arxiu de Santa Maria.
1781; Cenotafi del cardenal Juan Tomás de Boxadors, convent de Santa Catalina.
El 1789 treballà a la Seu Nova de Lleida, on feu el retaule —destruït— de Santa Eulàlia i el lavabo neoclàssic de la sagristia.
1791-1801; treballà a Reus.
1797-1802; Font d'Hèrcules. Inicialment situada al Passeig de l'Esplanada, traslladada al 1929 al Passeig de Sant Joan de Barcelona. L'obra és d'estil neoclàssic i feta de pedra de Montjuïc.

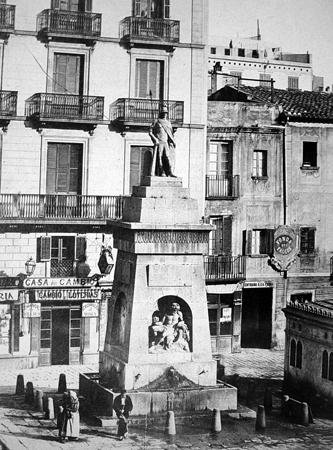
Font del Vell.

1798-1800 Està a la Capella del Gremi de Tenders Revenedors Aquesta magnífica obra neoclàssica amb Sant Miquel Arcàngel va ser un encàrrec del gremi dels Tenders Revenedors a Salvador Gurri, qui treballà conjuntament amb altres membres del seu taller. Les escultures principals són obra seva, mentre que el disseny arquitectònic és de Tomàs Solanes, deixeble i company de Gurri a l’Escola de Disseny.
1802; a la fi del segle feu a Barcelona les estàtues al·legòriques del Comerç i la Indústria a l'escala de la Llotja i el retaule de l'Adoració dels Reis a Sant Felip Neri: àngels amb trofeus de la Passió a l'església de Sant Felip Neri de Barcelona.
Va treballar a diverses esglésies barcelonines, com la del Carme, el Pi i Sant Just i Sant Pastor, i a la de la Sang de Tarragona.
Del 1803 al 1805 compartí amb Tomàs Solanes (segles XVIII-XIX) la direcció de la Llotja.
1818; Minerva de la Font del Vell a Barcelona.

## Marc historicoartístic
En referència a la situació de les arts, és necessari mencionar al gremi de tallistes, el qual va ser fundat amb raó de la problemàtica adaptació del gremi d’escultors de Barcelona a la pràctica lliure de l'escultura i de la resta de disciplines artístiques.
Aquesta premissa anteriorment mencionada havia estat proclamada per la Reial Ordre el dia 1 de maig de 1785. Però no tots els artistes treballaven sota el gremi, la talla, per exemple, era objecte de desobediències constants per part dels nombrosos professionals que realitzaven feines d’escultura al marge de l’organització.
De totes maneres, l'any 1788, un Reial Acord va confirmar que, de manera provisional, la nova agrupació podia governar-se pels antics privilegis de la cofraria d’escultors.
Així doncs, els tallistes s’esforçaren per restablir la privativa que la proposició sobre les disciplines artístiques havia intentat mantenir sobre l'escultura. Així, sota el poder gremial trobem tota la força d'un treball no acadèmic. L’objectiu es va traduir en nombrosos embargaments d’obres als individus no agremiats que s’ocupaven de la talla i tenien una botiga oberta.
Aquells «professors de l’art de l'escultura o professors del noble art i lliure art de l'escultura», com així s’anomenaven, formaven un grup molt heterogeni que intentava trobar un espai en el mercat artístic de la capital catalana per tal de realitzar la seva activitat professional al marge de les corporacions d’ofici, d’acord amb els ensenyaments que havien rebut a l’Escola i en sintonia amb les doctrines preconitzades des de Madrid per la Real Academia de San Fernando.

## Conclusió

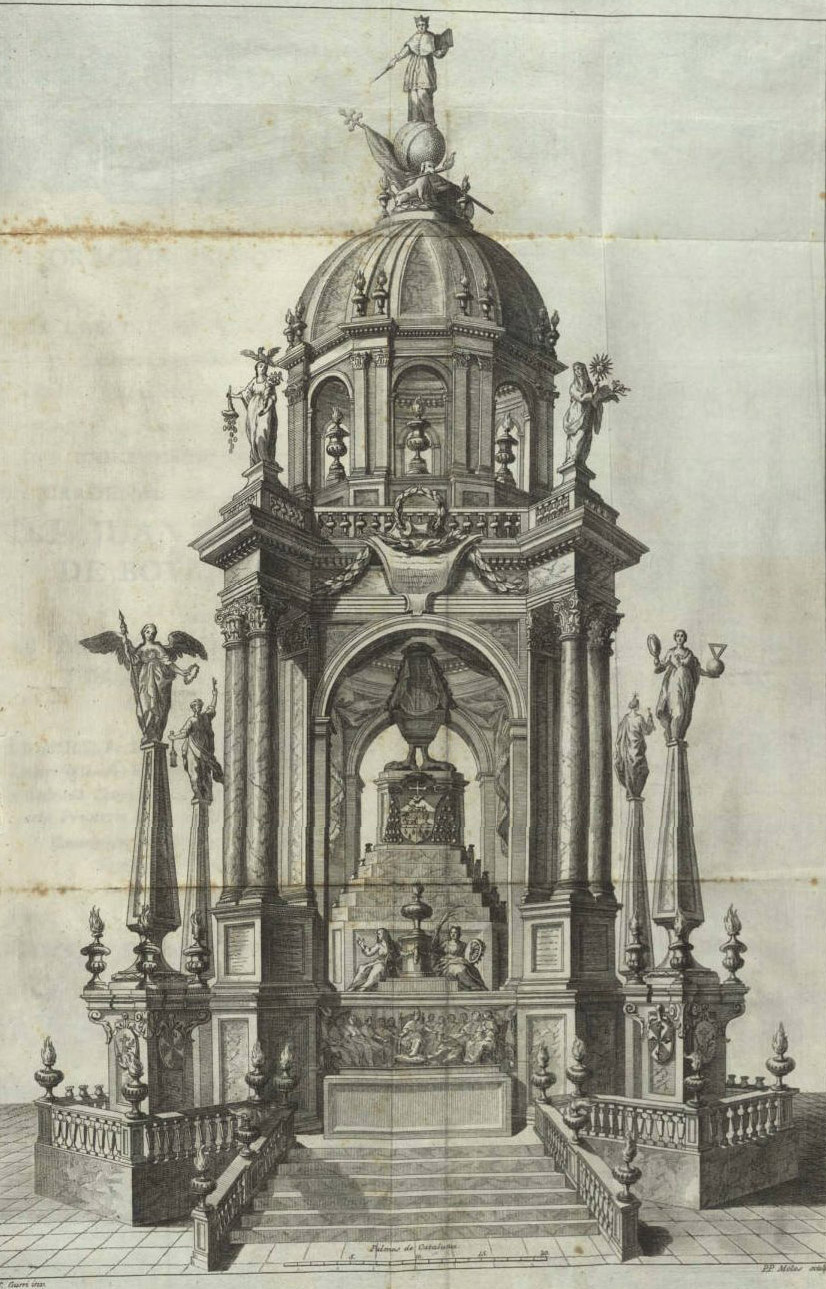
Cenotafi del cardenal Joan Tomàs de Boxadors, al convent de Santa Catalina (Barcelona). Fou obra de Salvador Gurri (1781); el gravat és de Pere Pasqual Moles.

Salvador Gurri es caracteritza per tenir un estil amb influències clarament barroques, Per exemple, en el seu relleu d'un Pare Etern procedent de l'església de Sant Pere a Vilanova i la Geltrú (Garraf, comarca de Barcelona), actualment situat al Museu Nacional de l'escultura, un jove Gurri (1749-1819) mostra el seu aspecte més barroc; d'una manera formal i on queda present la influència de Bernini.
A les seves obres s'evidencia la capacitat creativa de l'escultor, encara que el tema i la representació quedi ajustada en la major part d'ocasions a les peticions i als contractes dels qui havien pagat l'obra.
És notable la seva competència, la qual queda dins del marc acadèmic, però, a més, destaca per incloure innovacions, ja més d'un aire neoclàssic. El canvi d’estil que experimentà Salvador Gurri, juntament amb una primera generació d’artistes acadèmics formats dins la tradició gremial, va permetre obrir les portes a la següent generació d’escultors que, formats dins l’ambient acadèmic de l’Escola, estiguessin preparats per assolir el neoclassicisme.